# Don McKenzie
Don McKenzie (Estados Unidos, 11 de mayo de 1947-3 de diciembre de 2008) fue un nadador estadounidense especializado en pruebas de estilo braza, donde consiguió ser campeón olímpico en 1968 en los 100 metros y 4x100 metros estilos.

## Carrera deportiva
En los Juegos Olímpicos de México 1968 ganó la medalla de oro en los 100 metros braza, con un tiempo de 1:07.7 segundos que fue récord olímpico, por delante de los soviéticos Vladimir Kosinsky y Nikolai Pankin; en cuanto a las pruebas grupales, ganó el oro en los relevos de 4x100 metros estilos (nadando el largo de braza), por delante de Alemania del Este y la Unión Soviética.